# Steve Grand

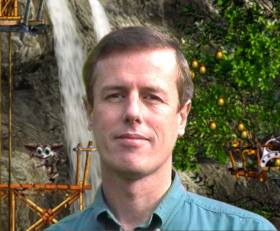
Steve Grand vor Motiven aus dem Computerspiel Creatures 2

Steve Grand, OBE (* 12. Februar 1958), früher einer der Geschäftsführer und „Director of Technology“ der CyberLife Research Ltd., ist ein englischer Pionier auf dem Gebiet der Künstlichen Intelligenz. Bekannt wurde er über Spezialistenkreise hinaus als der Erfinder des Computerspiels Creatures, das auch in akademischen Kreisen als eine beachtliche Simulation Künstlichen Lebens aufgenommen wurde und dessen leitender Programmierer Grand auch war. Ein späteres Projekt von ihm war, einen Roboter zu konstruieren, welcher dem Jungen eines Orang-Utan ähneln und wie ein menschliches Kleinkind lernen sollte. Dokumentiert hat er dieses Projekt in „Growing up with Lucy“, dem zweiten seiner bis heute (Mitte 2010) zwei Bücher. Grands Bücher sind noch nicht auf Deutsch erschienen (Ende August 2010).
Er wohnt seit 2009 in Flagstaff, AZ, USA. Mit seiner früheren Ehefrau Ann hat er einen Sohn namens Christopher.

## Auszeichnungen und Stipendien
- Am 7. März 2000 zeichnete Königin Elisabeth II. Steve Grand für seine Arbeit am Programm Creatures aus, indem sie ihn zum Officer of the Most Excellent Order of the British Empire (OBE) ernannte.[2]
- 2001 war sein Buch Creation: Life and How to Make It nominiert für The Aventis Prizes for Science Books, eine jährlich von der Royal Society, der britischen Nationalakademie der Wissenschaften, vergebene Auszeichnung für das beste allgemeinverständliche wissenschaftliche Buch und das beste wissenschaftliche Kinderbuch des Vorjahres.
- Im November 2002 wurde Steve Grand Preisträger/Stipendiat von NESTA, einer Institution, die 1998 durch einen britischen Parlamentserlass begründet wurde, um das kreative und innovative Vermögen Großbritanniens zu erhöhen. NESTA würdigte ihn mit den Worten "Steve wurde als Britanniens intelligentester Mann bezeichnet, und genauso als einer der 18 Wissenschaftler, von welchen am ehesten zu erwarten sei, dass sie unser Leben im 21. Jahrhundert revolutionieren werden." („Steve has been called Britain’s most intelligent man, as well as one of the 18 scientists most likely to revolutionise our lives during the 21st century.“) Das Stipendium sollte Steve Grand „die Freiheit geben, sich darauf zu konzentrieren, das Sehvermögen, das Gehör, die Muskeln und das Gehirn seines Roboters Lucy zu verbessern“.

## Bücher
- Creation: Life and how to make it. Phoenix, London 2001, ISBN 0-7538-1277-0.
- Growing up with Lucy: How to Build an Android in Twenty Easy Steps. Phoenix, London 2004, ISBN 0-7538-1805-1.

## Zeitschriftenveröffentlichungen
- Steve Grand. „Moving AI Out of Its Infancy: Changing Our Preconceptions“, IEEE Intelligent Systems, vol. 19, no. 6, pp. 74–77, November/December 2004.

## Interviews
- „The Origin of CyberLife“ über „Die Entstehung Künstlichen Lebens“ sprach Sue Wilcox mit Steve Grand im September 1998 am Magdalene College in Cambridge
- bei „generation5“ über Creatures als Beispiel für Künstliches Leben